# الدين ومرض الإيدز
الدين ومرض الإيدز.أصبح موضوع موقف الدين من مرض الإيدز من الموضوعات المثيرة للجدل في السنوات العشرين الأخيرة؛ والسبب وراء ذلك هو أن العديد من الزعماء الدينيين المشهورين قد أعلنوا على الملأ معارضتهم لاستخدام وسائل منع الحمل. التي يعتقد العلماء في الوقت الحالي إنها الوسيلة الوحيدة التي يمكن عن طريقها التحكم في تفشي هذا الوباء الخطير. وهناك موضوعات أخرى تتعلق بالمشاركة الدينية في خدمات الرعاية الصحية العالمية والتعاون مع المنظمات غير الدينية مثل: برنامج الأمم المتحدة المشترك لمكافحة الإيدز (UNAIDS) ومنظمة الصحة العالمية WHO.

## في الإسلام
تقرر عند الفقهاء المسلمين أنه يجب فسخ الزواج والفراق من باب أولى مرض الإيدز لأنه أضر من البرص والجذام، ولا يأثم كذلك أي من الزوجين إذا فضل السليم منهما من المرض البقاء مع المصاب به، لأن هو صاحب الحق فإذا تنازل عنه صح ذلك، وانتقال الداء إلى الأولاد مسألة مظنونة وليست محققة، فلا تنهدم بها عصمة قائمة، ولكن الأحسن في تلك الحالة السعي في عدم الإنجاب، وانظر المزيد من الفائدة في الفتوى رقم: 6559.
والحاصل أن للزوجة حق فسخ النكاح إذا ثبتت إصابة زوجها بالإيدز، ويجوز لها التنازل عن هذا الحق والبقاء في عصمته، أما الزوج فلكونه يملك أن يطلق متى شاء فلم يجعل العلماء له الخيار.
مجلس مجمع الفقه الدولي
رأي مجلس مجمع الفقه الدولي المنبثق عن منظمة المؤتمر الإسلامي في أشهر فتاوي عن مرض الإيدز,أن ارتكاب فاحشتي الزنا واللواط هما أهم سبب للأمراض الجنسية التي أخطرها الإيدز «متلازمة العوز المناعي المكتسب»، وأن محاربة الرذيلة وتوجيه الإعلام والسياحة وجهة صالحة تعتبر عوامل هامة في الوقاية منها، ولاشك أن الالتزام بتعاليم الإسلام ومحاربة الرذيلة وإصلاح أجهزة الإعلام ومنع الأفلام والمسلسلات الخليعة ومراقبة السياحة تعتبر من العوامل الأساسية للوقاية من هذه الأمراض.كما يجب توفير الرعاية للمصابين بهذا المرض. ويجب علي المصاب أو حامل الفيروس أن يتجنب كل وسيلة يعدي بها غيره، كما ينبغي توفير التعليم للأطفال الذين يحملون فيروس الإيدز بالطرق المناسبة.وفيما يخص إجهاض الأم المصابة بعدوي مرض نقص المناعة المكتسب «الإيدز» إلي جنينها لا تحدث غالباً إلا بعد تقدم الحمل - نفخ الروح في الجنين - أو أثناء الولادة، فلا يجوز إجهاض الجنين شرعاً.وعن حضانة الأم المصابة بمرض المناعة المكتسب «الإيدز» لوليدها السليم وإرضاعه.
لما كانت المعلومات الطبية الحاضرة تدل علي أنه ليس هناك خطر مؤكد من حضانة الأم المصابة بعدوي مرض نقص المناعة المكتسب «الإيدز» لوليدها السليم، وإرضاعها له، شأنها في ذلك شأن المخالطة والمعايشة العادية، فإنه لا مانع شرعاً من أن تقوم الأم بحضانته ورضاعته ما لم يمنع من ذلك تقرير طبي.
واوصى المجمع بعدم شرعية حجر المريض مدام لا ينقل العدوى عن طريق اللمس أو التنفس .
ويري المجمع أن من حق السليم من الزوجين في طلب الفرقة من الزوج المصاب بعدوي مرض نقص المناعة المكتسب «الإيدز»

## في المسيحية
الكنيسة الكاثوليكية تعارض استعمال الواقي الذكري استخدام بين الازواج من جنسين مختلفين لأنه هو شكل اصطناعي من وسائل منع الحمل التي لا تعتمد على وظائف الجسم (وبالتالي أيضا ضد إرادة الله) نفسه ما إذا كان الحمل سيحدث أم لا، وتعتقد الكنيسة أنها تخدم أيضا ضمنيا وغير مبرر لتشجيع النشاط الجنسي خارج نطاق الزواج (واللجوء إلى الإجهاض في حالة فشل الواقي الذكري). ولذلك فإن الكنيسة روجت لمفهوم العفة كما السبيل الوحيد القابل للتطبيق من الناحية الأخلاقية لنختلف مع هذا الموقف. في عام 2005 أدرج البابا عدة طرق لمكافحة الإيدز منها، العفة والإخلاص في الزواج ومحاربة الفقر؛ غير أنه رفض استخدام الواقي الذكري، فهو بحسب رأي البابا لا يؤدي إلى حل المشكلة بل يؤدي إلى تفاقمها . وكان البابا يوحنا بولس الثاني بدوره قد رفض استعمال الواقي الذكري كالحل الأمثل للحد من انتشار المرض. مجلة التايم ذكرت عام 2006 أن الفاتيكان قد يصدر وثيقة تقبل استعمال الواقي الذكري بشكل مشروط.
البروتستانتية نقلت الصحيفة عن الرئيس السابق للكنيسة البروتستانتية أرماند، في مدغشقر، قوله: «أنا أعارض بشدة على استخدام الواقي الذكري كوسيلة لمكافحة الإيدز، لأنه يشجع على الاختلاط الغير شرعي»
لكن بعض الكنائس البروتستانتية لا مشكلة لديها في الوقاية من مرض الإيدز عن طريق استخدام الواقي وغيره.
الإرثوذكسية:تصرح الكنيسة الأرثوذكسية بأن الوقاية بالتربية الدينية السلمية والقائمة علة الحب والإيمان والعمل والعلم بالنفس البشرية حتى يتمكن من علاجها بذلك لا تصل إلى ما وصلت إليه النفس المريضة وان وصلت يكون الإيمان بالشفاء رفيقتها وايضا رفضت الكنيسة الأرثوذكسية السماح باستعمال الواقي والشذوذ الجنسي .

## اليهودية والمفكرين اليهود
على عكس الكنيسة الكاثوليكية وبعض الطوائف أو الديانات الأخرى، اليوم، ليس هناك أي سلطة دينية يهودية مركزية التي هي مقبولة من قبل الغالبية العظمى من اليهود المتدينين أو من قبل معظم الحركات الدينية اليهودية.
اليهودية الأرثوذكسية الروابط بين السلوك الجنسي غير أخلاقي والإيدز. عمانوئيل جاكوبوفيتس،، الحاخام الأكبر السابق في إنجلترا، وهو ايضاً طبيب اليهودية، عبر ان مرض الإيدز هو نوع من العقاب اللإلهي.
وأغلب المجتمع اليهودي الأرثوذكسي، يعد أن يعتبر الإيدز وصمة عار. كما انه لا يجوز استخدام الواقي الذكري في ممارسة الجنس في إطار الزواج، وهو الأمر الذي يحظره القانونولكن يسمح به في احال اصابة أحد الازواج بالمرض .
اليهودية الإصلاحية .لا تربط اليهودية الإصلاحية بين الإيدز وأي نوع من السلوك البشري. ويذكر فقط انه اجب ديني وإنساني لليهودي لرعاية المرضى. "
اليهودية المحافظة تصرح بانه يجب العناية بالمرضى والاعتناء بهم وتقديم سبل المساعدة والمشورة للوقاية من المرض.

## في البوذية
في تايلاند، وبعض الرهبان البوذيين قامو بتشجيع الناس على استخدام الواقي الذكري للوقاية من فيروس نقص المناعة البشري. وكجزء من الحملة المؤيدة للواقي الذكري قام الزعيم السياسي التايلندي ميتشاي فيرافايديا، وعرض الرهبان البوذيين الواقي الذكري المبارك للأزواج.